# Sainte-Euphémie
Sainte-Euphémie är en kommun i departementet Ain i regionen Auvergne-Rhône-Alpes i östra Frankrike. Kommunen ligger  i kantonen Reyrieux som ligger i arrondissementet Bourg-en-Bresse. Kommunens areal är 4,61 km². År 2022 hade Sainte-Euphémie 1 741 invånare.

## Befolkningsutveckling
Antalet invånare i kommunen Sainte-Euphémie
Referens: INSEE